# De Schoolt
De Schoolt is een buurtschap in de gemeente Lochem in de Nederlandse provincie Gelderland. Het ligt in het noorden van de gemeente, vijf kilometer ten noorden van Laren.
Stad: Lochem     
Dorpen: Almen · Barchem · Eefde · Epse · Exel · Gorssel · Harfsen · Joppe · Laren

Buurtschappen: Ampsen · Armhoede · Groot Dochteren · Klein Dochteren · Kring van Dorth · Nettelhorst, Langen en Zwiep · Oolde · Quatre Bras · De Schoolt

Gelderland: Steden en dorpen in Gelderland      Nederland: Provincies · Gemeenten